# Jurica Golemac
Jurica Golemac, (nacido el 29 de mayo de 1977 en Zagreb, Croacia) es un exjugador y entrenador de baloncesto esloveno. Con 2.09 de estatura, su puesto natural en la cancha es el de ala-pívot. Actualmente dirige al Cedevita Olimpija de la liga eslovena.

## Trayectoria como jugador
- Zrinjevac Zagreb (1996-1997)
- KK Union Olimpija (1997-2002)
- Efes Pilsen (2002-2003)
- Cibona Zagreb (2003-2004)
- Ural Great Perm (2004-2006)
- Hapoel Jerusalem (2006-2007)
- Paris-Levallois Basket (2007-2008)
- Panellinios Atenas (2008-2009)
- Pallacanestro Virtus Roma (2009)
- Panathinaikos BC (2009)
- ALBA Berlín ((2009-2010)
- KK Zadar  (2010)
- Kolossos Rodou BC (2010-2011)
- Felice Scandone Avellino (2011-2012)
- KK Krka Novo Mesto (2012-2013)

## Trayectoria como entrenador
- Cibona Zagreb (2013–2015) Asistente
- KK Šentjur (2016–2017)
- Selección de baloncesto de Georgia (2016–2017)
- Koper Primorska (2017–2019)
- Cedevita Olimpija (2020-)[1]